# Marcos Ligato
Marcos Ligato (Río Ceballos, Córdoba, 22 de noviembre de 1977) es un expiloto argentino de rally. A nivel internacional, participó en diferentes competiciones sudamericanas y fue subcampeón mundial del Grupo de Producción (N4) del Campeonato Mundial de Rally en 2012, al comando de un Subaru Impreza. Asimismo, tuvo esporádicas participaciones en la clase mayor del WRC. Por su parte, en el plano nacional, compitió en el Campeonato Argentino de Rally, conquistando seis títulos hasta su retiro en 2023.

## Carrera deportiva
Desarrolló su carrera deportiva inicialmente en el motocross, donde alcanzó un título en 1995, para luego pasar al automovilismo, donde debutó en el año 1997 compitiendo en la divisional A7 del Provincial Cordobés, al comando de un Renault 18.
En 1998 Ligato hizo su debut en el Campeonato Mundial de Rally, en el Rally de Argentina. Conduciendo un Subaru Impreza WRX, junto a su coterrano Rubén García, terminando 14.°. Al año siguiente volvió a disputar la competencia, pero abandonó antes de finalizar.

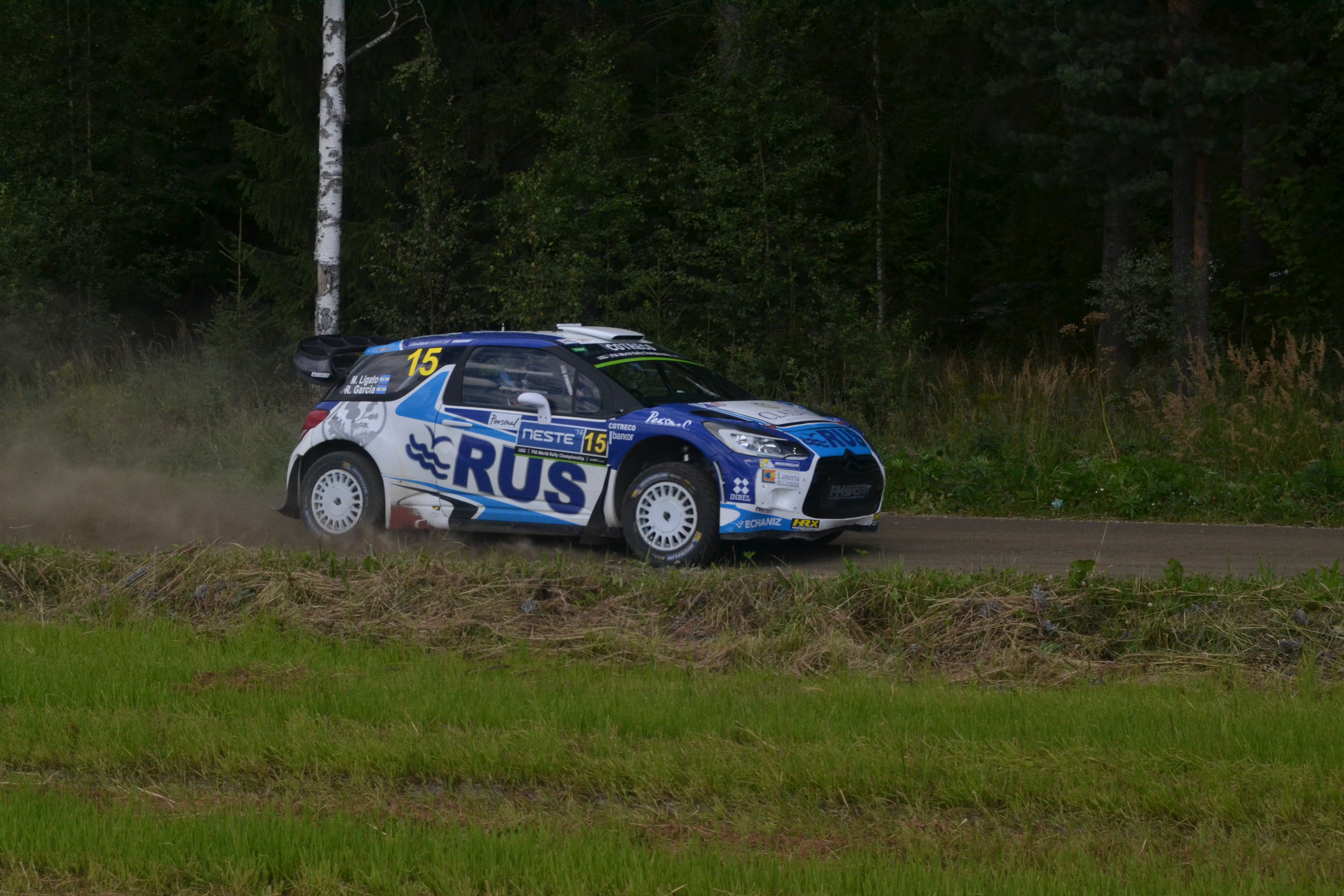
Ligato en el Rally de Finlandia de 2016.

En 2001, condujo un Mitsubishi Lancer Evo, disputando también la Copa de Producción. Terminó cuarto, siendo el mejor en Finlandia. 
En 2003, compitió tanto econ un Mitsubishi Lancer Evo 7 como con un Fiat Punto S1600. Participó en las primeras cinco competencias del JWRC. También en los años siguientes participó en el Campeonato de Producción.
En 2005 obtuvo el tercer lugar en el Campeonato de Producción detrás del japonés Toshihiro Arai y del catarí Nasser Al-Attiyah, con un Subaru Impreza STi, y compitió por primera vez con un WRC, un Peugeot 206 WRC, en Argentina. Al año siguiente participó en algunos rallies con un Mitsubishi Lancer Evo IX, pero entre 2007 y 2009 solamente participó el Campeonato Mundial en el Rally de Argentina.  
En 2007 fue subcampeón del Campeonato Argentino de Rally, obteniendo tres victorias.
Obtuvo el subcampeonato del PWRC 2012 detrás de Benito Guerra, con un Subaru Impreza STi del equipo italiano Top Run Motorsport. Fue el ganador del Rally de Nueza Zelanda en la categoría.
En 2013 obtuvo otro subcampeonato del Rally Argentino, tras ser vencido por Federico Villagra por solo 3 segundos. Entre 2014 y 2017, Ligato se coronó campeón del campeonato argentino con un Chevrolet Agile MR del equipo Tango, siendo Federico Villagra su principal rival.
En 2016 volvió a disputar en WRC, con un Citroën DS3 WRC terminando 7.° en Argentina y 44.° en Finlandia (donde sufrió un vuelco). Además volvió a consagrarse en el Campeonato Argentino, luego de finalizar segundo en el Gran Premio de Entre Ríos.
En 2018, Ligato se vio obligado a abandonar el deporte tras ser diagnosticado con un linfoma. Retornó la competición al año siguiente tras superar la enfermedad.
Ligato ganó nuevamente un título en el campeonato argentino en 2022, el de la clase RC2. Ganó un total de tres rallies conduciendo un Citroën C3 Rally2. A inicios de 2023, anunció su retiro del rally. Se despidió en el Rally de Argentina.

## Tango Rally Team
A la par de su carrera deportiva, se destacó también como director de equipo, ya que en 2006 fundaría en sociedad con el entonces tenista internacional David Nalbandian (retirado en 2013), el equipo Tango Rally Team con el cual intervendría en campeonatos de Rally Argentino y Sudamericano. Tras la separación de esta sociedad, en 2009, Ligato constituiría el Tango Competición, expandiendo sus horizontes hacia categorías de automovilismo de velocidad como el Turismo Carretera o el TC Pista. Finalmente, con la presentación de la divisional Maxi Rally del Rally Argentino, el equipo centraría sus esfuerzos en esta disciplina, siempre con Ligato como piloto principal y director del equipo.

## Palmarés
| Título  | Categoría                         | Automóvil         | Año  |
| ------- | --------------------------------- | ----------------- | ---- |
| Campeón | Rally Argentino, Clase N4         | Subaru Impreza    | 2005 |
| Campeón | Rally Argentino, Clase Maxi Rally | Chevrolet Agile   | 2014 |
| Campeón | Rally Argentino, Clase Maxi Rally | Chevrolet Agile   | 2015 |
| Campeón | Rally Argentino, Clase Maxi Rally | Chevrolet Agile   | 2016 |
| Campeón | Rally Argentino, Clase Maxi Rally | Chevrolet Agile   | 2017 |
| Campeón | Rally Argentino, Clase RC2        | Citroën C3 Rally2 | 2022 |